# 太玄経
『太玄経』（たいげんきょう）または『太玄』は、前漢末の揚雄の撰述による『易経』に似た書物。易が陰陽の二爻を6つ重ねた六十四卦によるのに対し、天地人の三才を4つ重ねた八十一首から構成される。

## 成立
『漢書』揚雄伝下に引く揚雄『解嘲』の序によれば、『太玄経』は哀帝の時代に作られた。

## 構成
ひとつの首を構成する4画は、上から下へ方、州、部、家と呼ばれる。それぞれの首には6つの爻辞のかわりに「初一」「次二」「次三」「次四」「次五」「次六」「次七」「次八」「上九」の9つの賛がある。賛の総数は729になる。最後に踦賛・嬴賛の2つが附属する。賛のそれぞれに測という注釈（『易』の象伝に相当）が加えられている。
八十一首それぞれについて述べた後に、「玄衝」「玄錯」「玄攡（り）」「玄瑩（えい）」「玄数」「玄文」「玄棿（げい）」「玄図」「玄告」の諸篇が附属しており、『易』の十翼に相当する。これらの諸篇では太玄を五行・十二支・十二律・天文・暦などに結びつけている。なお、具体的な占い方については玄数篇に述べられている。
| 天 | 地 | 人 |

| 中 | 周 | 礥 | 閑 | 少 | 戻 | 上 | 干 | 𤕠 |
| 羨 | 差 | 童 | 増 | 鋭 | 達 | 交 | 䎡 | 傒 |
| 従 | 進 | 釈 | 格 | 夷 | 楽 | 争 | 務 | 事 |
| 更 | 断 | 毅 | 装 | 衆 | 密 | 親 | 斂 | 彊 |
| 睟 | 盛 | 居 | 法 | 応 | 迎 | 遇 | 竈 | 大 |
| 廓 | 文 | 礼 | 逃 | 唐 | 常 | 度 | 永 | 昆 |
| 減 | 唫 | 守 | 翕 | 聚 | 積 | 飾 | 疑 | 視 |
| 沈 | 内 | 去 | 晦 | 瞢 | 窮 | 割 | 止 | 堅 |
| 成 | 䦯 | 失 | 劇 | 馴 | 将 | 難 | 勤 | 養 |

## 評価
同時代人は、揚雄が聖人でもないのに経書を作ったといって批判した。大した官位についているわけでもないのに『太玄経』を作ったという批判に対して、揚雄は『解嘲』の中で答えている。また、文章が難しすぎるという批判には『解難』を作って答えている（いずれも『漢書』揚雄伝下に見える。『解嘲』は『文選』巻45にも収める）。また『法言』では、『論語』に「述べて作らず」とあるのになぜ『太玄経』を作ったかと問う人に対して、揚雄は「聖人の義理は述べている。書物を作っただけだ」と答えた。
揚雄のよき理解者であった劉歆は、生前に揚雄に向かって「今の学者は『易』でさえ理解できていないのに、『太玄経』を理解しようとする人がいるだろうか。誰にも読まれずに醤（ソース）を入れる甕の蓋になってしまうのではないか」と心配したという。その心配どおり、揚雄の没後、『法言』の人気は高まったが、『太玄経』には人々は関心を持たなかった。いっぽう後漢の張衡は『太玄経』を高く評価した。
西晋の王長文は『太玄経』にならって『通玄経』を作った。
武内義雄は、揚雄が『太玄』『法言』によって董仲舒以来の前漢の経学が讖緯説に陥った弊害を救おうとしたと考えた。武内によれば『太玄』は老子の哲学を取り入れて『易』を改作したものであり、讖諱家や神仙説を排斥して孔子の道に帰させようとしたものであるといい、桓譚・王充と続く迷信打破の説の筆頭であるとしている。